# Attichy
Attichy é uma comuna francesa na região administrativa de Altos da França, no departamento de Oise. Estende-se por uma área de 14,74 km². Em 2010 a comuna tinha 1 934 habitantes (densidade: 131,2 hab./km²).